# Rhombodera

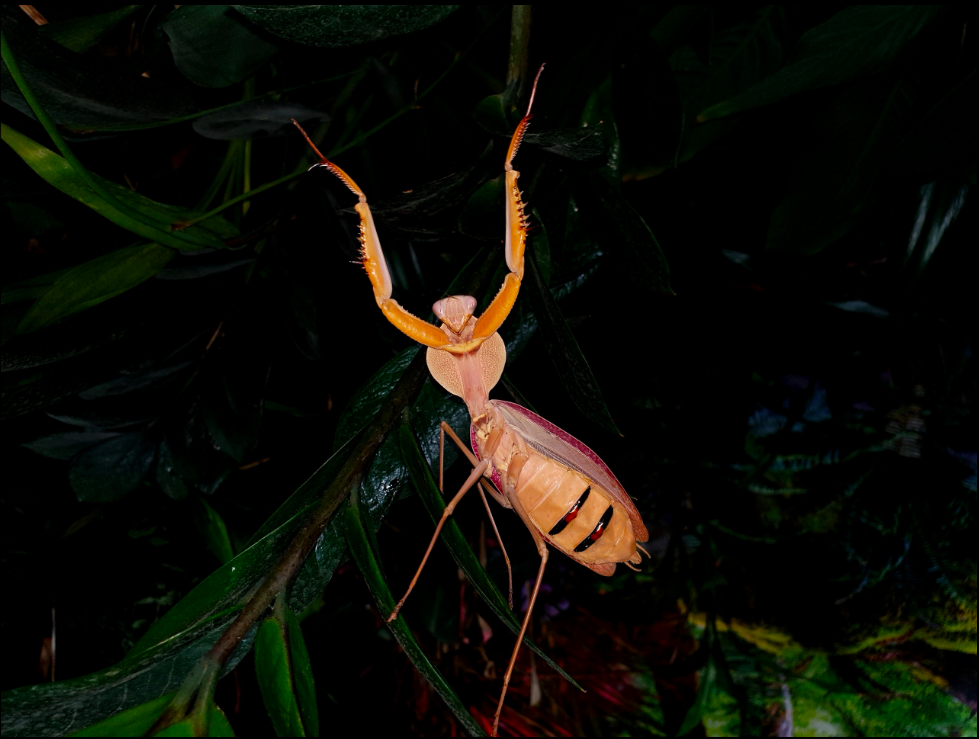
Самка вида Rhombodera kirbyi в угрожающей позе

Rhombodera (лат.) — род насекомых из семейства настоящих богомолов (Mantidae). Известно более тридцати видов из Юго-Восточной Азии.

## Описание

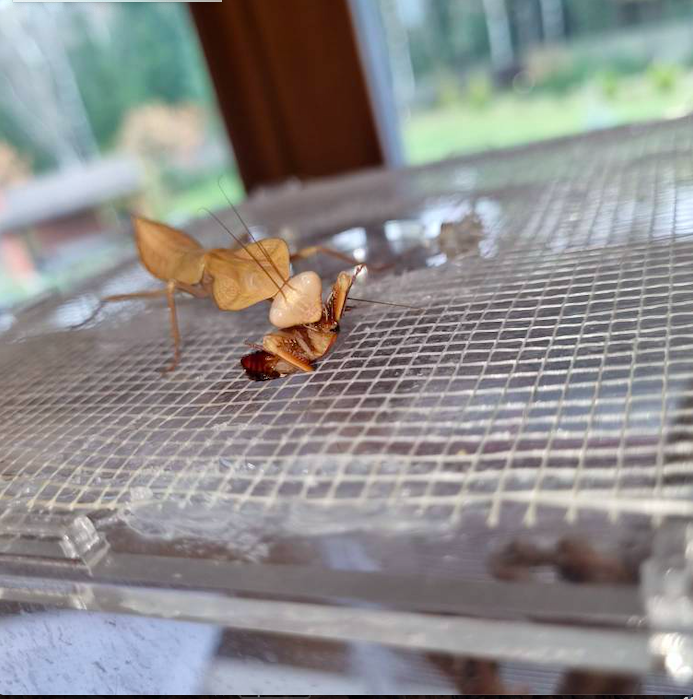
Молодой самец вида Rhombodera kirbyi в домашних условиях

Пронотум с расширением по всей его длине, боковое расширение переднеспинки выпуклое, не сужено в середине. Переднее бедро с 4 задневентральными шипами. От близких родов отличается следующими признаками: метазона более чем в два раза длиннее прозоны; выступ L4A с простым или бифидальным дистальным отростком; фаллолидный апофизис afa отчётливо склеротизирована, обе доли с острой вершиной.

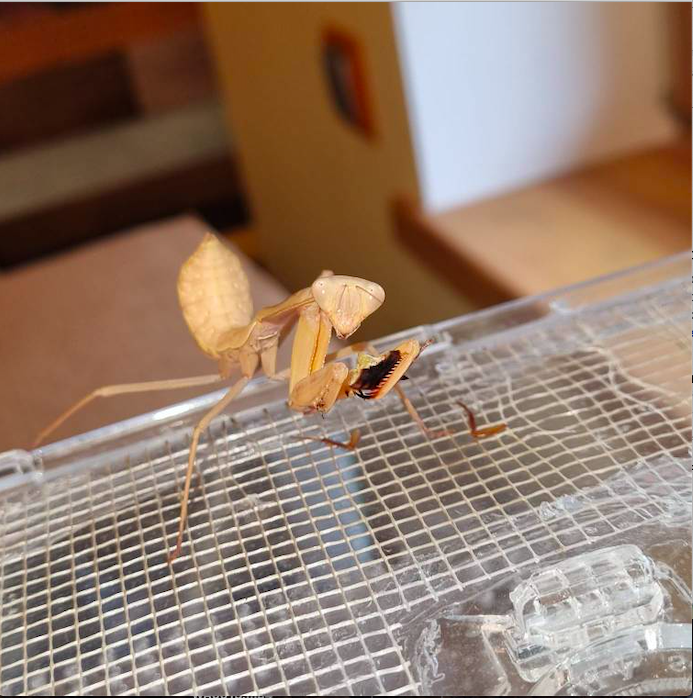
Молодая самка вида Rhombodera kirbyi в домашних условиях

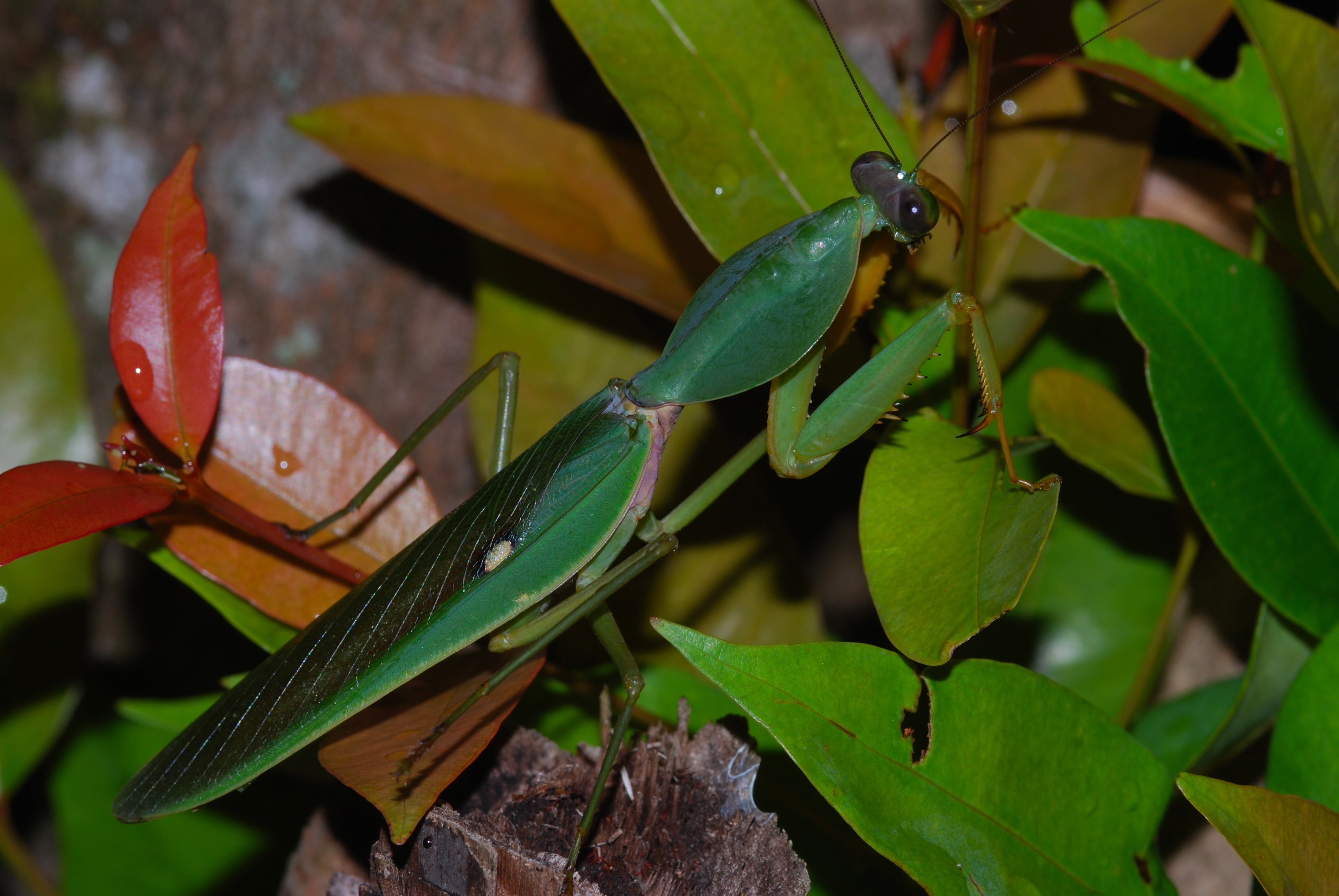
Rhombodera basalis
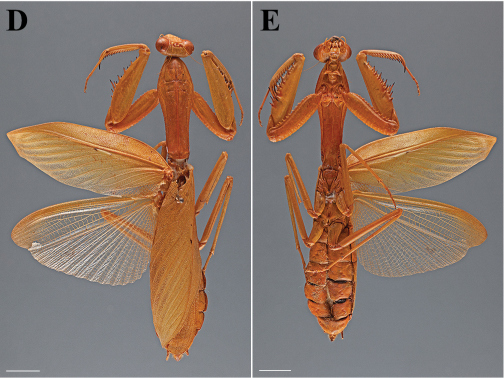
Rhombodera megaera
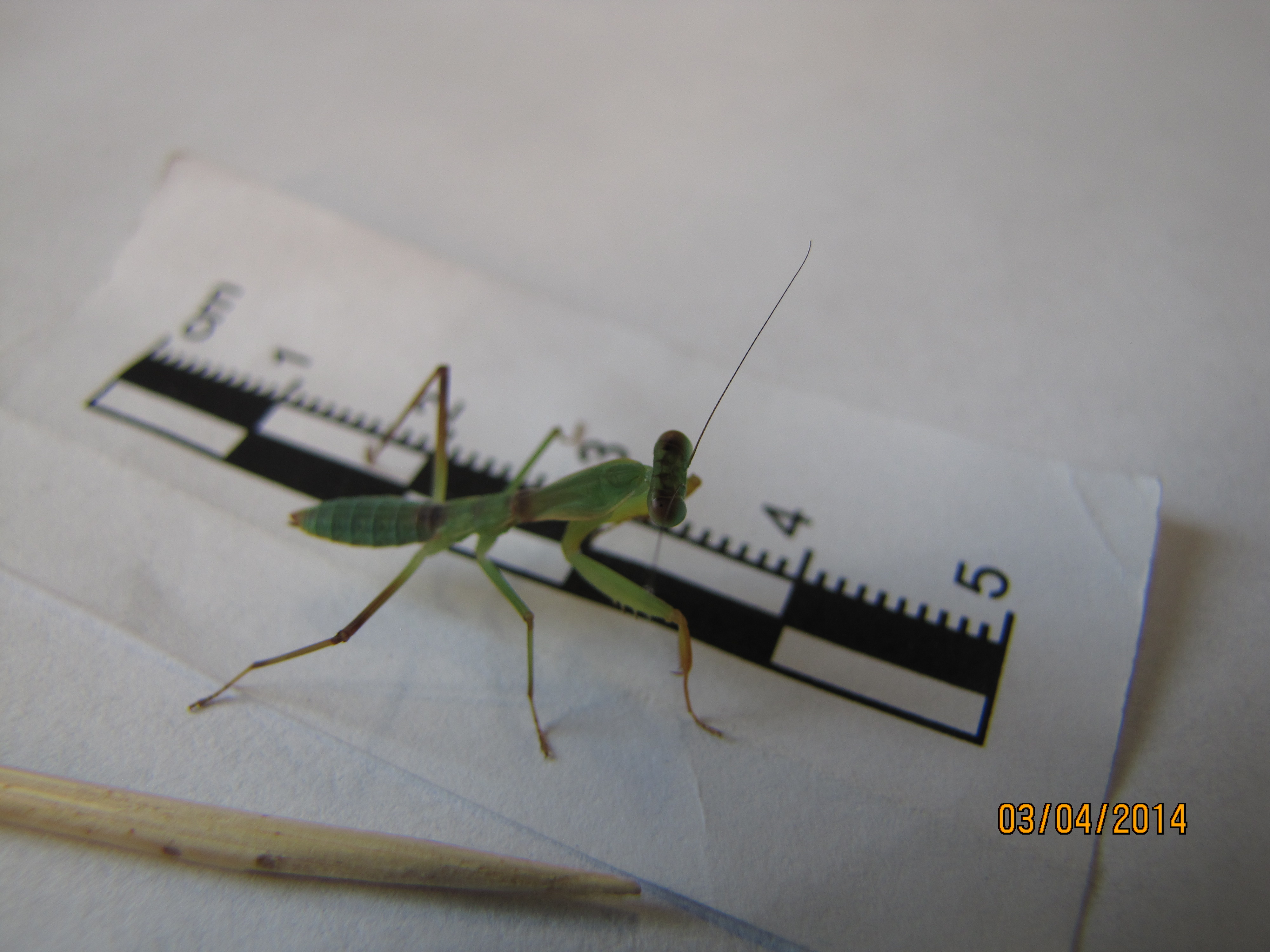
Rhombodera valida

## Классификация
Описано более тридцати видов
- Rhombodera basalis de Haan, 1842
- Rhombodera boschmai Deeleman-Reinhold, 1957
- Rhombodera brachynota Wang & Dong, 1993
- Rhombodera crassa Giglio-Tos, 1912
- Rhombodera doriana Laidlaw, 1931
- Rhombodera extensicollis Serville, 1839
- Rhombodera extraordinaria Beier, 1942
- Rhombodera fratricida Wood-Mason, 1878
- Rhombodera handschini Werner, 1933
- Rhombodera javana Giglio-Tos, 1912
- Rhombodera keiana Giglio-Tos, 1912
- Rhombodera kirbyi Beier, 1952
- Rhombodera laticollis Burmeister, 1838
- Rhombodera latipronotum Zhang
- Rhombodera lingulata Stal, 1877
- Rhombodera megaera Rehn, 1904
- Rhombodera mjobergi Werner, 1930
- Rhombodera morokana Giglio-Tos, 1912
- Rhombodera ornatipes Werner, 1922
- Rhombodera palawanensis Beier, 1966
- Rhombodera papuana Werner, 1929
- Rhombodera rennellana Beier, 1968
- Rhombodera rollei Beier, 1935
- Rhombodera sjostedti Werner, 1930
- Rhombodera stalii Giglio-Tos, 1912
- Rhombodera taprobanae Wood-Mason, 1878
- Rhombodera titania Stal, 1877
- Rhombodera valida Burmeister, 1838
- Rhombodera zhangi Wang & Dong, 1993